# Drew Henry
Drew Henry, né le 24 novembre 1968, est un joueur de snooker écossais, professionnel de 1991 à 2008.

## Carrière
Henry fut sacré champion d'Écosse amateur en 1988 mais ne devient professionnel qu'en 1991, lorsque le circuit s'ouvre à près de 500 joueurs. Lors de la saison 1995-1996, il atteint les quarts de finale de l'Open du pays de Galles mais s'incline face à Paul Hunter. Il se qualifie également pour le championnat du monde pour la deuxième fois après 1994, subissant une nouvelle défaite au premier tour, cette fois-ci face à Darren Morgan. 
Henry atteint la finale du championnat Benson & Hedges 1996 en s'inclinant face à Brian Morgan (9-8), ce qui lui permet de se qualifier de justesse pour le prestigieux Masters. Il connaît ensuite une brève période de stagnation puis retrouve son meilleur niveau en 1999-2000 et passe de la 45e à la 29e place au classement mondial. 
La saison suivante est encore meilleure pour Henry. Il atteint les quarts de finale du championnat du Royaume-Uni où il s'incline face à John Higgins 9-6. Il accède ensuite aux demi-finales de l'Open de Chine en dominant Matthew Stevens en quarts de finale (5-0) puis subit à son tour une lourde défaite contre Mark Williams dans le dernier carré. Henry atteint ensuite les demi-finales de l'Open d'Écosse 2001 en battant des joueurs tels que John Higgins, Fergal O'Brien et Matthew Stevens mais, de nouveau, manque de peu sa première finale de classement en perdant un match serré contre Peter Ebdon. Il termine la saison au 18e rang du classement. 
En 2002, il réalise sa meilleure performance dans une épreuve de classement au championnat du Royaume-Uni, où il bat le champion en titre Ronnie O'Sullivan 9-6 en quart de finale avant de s'incliner face à Ken Doherty, 9-5.
Henry quitte le top 32 à la fin de la saison 2004-2005 après une défaite face à son compatriote Alan McManus au premier tour du championnat du monde. Il connaît une saison 2006-2007 très décevante puis sort du top 64 après une défaite contre Ian McCulloch à l'Open du pays de Galles 2008.

## Palmarès
| Légende | Catégorie                        | Titres                         | Finales                        |
|         | Tournois classés                 | 0                              | 0                              |
|         | Tournois non classés             | 0                              | 2                              |
|         | Tournois du circuit du challenge | 1                              | 1                              |
|         | Tournois pro-am                  | 1                              | 0                              |
|         | Tournois amateurs                | 1                              | 0                              |
| Gras    | Tournois de la triple couronne   | Tournois de la triple couronne | Tournois de la triple couronne |

### Titres
| Saison    | Nom du tournoi                     | Lieu      | Finaliste     | Score | Tableau |
| 1988      | Championnat d’Écosse amateur       |           |               |       |         |
| 1991-1992 | Tournoi pro-am Pontins (automne)   | Prestatyn | John Read     | 5-2   |         |
| 1994-1995 | Circuit mineur WPBSA (épreuve n°6) | Prestatyn | Mark Williams | 6-5   |         |

### Finales
| Saison    | Nom du tournoi                                                        | Lieu                   | Finaliste      | Score | Tableau |
| 1989-1990 | Séries qualificatives pour le circuit professionnel 90/91 (épreuve 3) | Burnham-on-Sea         | Jonathan Birch | 4-5   |         |
| 1995-1996 | Masters de Malaisie                                                   | Drapeau de la Malaisie | Dominic Dale   | 3-8   |         |
| 1996-1997 | Championnat Benson & Hedges                                           | Édimbourg              | Brian Morgan   | 8-9   |         |